# 最高人民法院
最高人民法院（さいこうじんみんほういん）は、中華人民共和国の最上級の人民法院（裁判所）であり司法機関である。
日本やアメリカ合衆国の最高裁判所に相当する。

## 概要
中国の裁判所は下から基層人民法院、中級人民法院、高級人民法院、最高人民法院の4つの階層に分かれており、最高人民法院の院長（長官）および副院長（副長官）及び判事（裁判官）は立法機関である全国人民代表大会によって任命される。最高人民法院に対応して最高人民検察院（最高検察庁）がある。最高人民法院は下級の人民法院を指揮監督する。
中国の司法制度は二審制を採っており、事件の種類によって裁判が開始される法院の階層が異なる。たとえば基層人民法院で開始された裁判は中級人民法院までで審理が終了し、高級人民法院や最高人民法院へ審理を移すことは認められない。ただし、日本の裁判所ではほとんど認められない再審が中国では広く適用されており、実質的には三審制に近いとも言われる。また、弁護士制度や陪審員制度もある。

## 任務
- 中国全国における重大な影響がある、または最高人民法院が自ら審理しなければならないと判断する案件の審理と裁判
- 第一審が中国人民解放軍駐香港部隊と駐マカオ部隊で行った案件の審理と裁判
- すべての死刑判決の再審査と執行命令の発出
- 高級人民法院で第一審を行った案件の抗告の審理と裁判

## 内部機構
立案一庭（部）
立案二庭
刑事審判第一庭国家安全罪、公共安全犯罪の審理。
刑事審判第二庭侵犯財産罪、贈収賄事案、売官等の経済犯罪の審理。
民事審判第一庭労働争議、婚姻家庭、不当得利事案の審理。
民事審判第二庭法人間の事案、国内証券、会社、破産等の案件の審理。
民事審判第三庭知的財産事案の審理
民事審判第四庭渉外、香港・マカオで起きた事案の審理及び国際仲裁採決の決定、外国法院判决の案件処理。
行政審判庭行政賠償事案の審理と行政の改善命令。
審判監督庭下級人民法院が判決を出した刑事・民事事案（知的財産権・海事等は含まず）に対する控訴処理と、検察庁に対する控訴案件の書類提出作業。
執行工作弁公室法律文書の執行。責任案件の執行工作等。
研究室弁理審判委員会会務。司法解釈の調査研究、司法統計の作成。弁理人権方面の事務処理等。
政治部
司法行政装備管理局
監察室
機関党委
離退職幹部局

## 幹部
- 周強 - 院長、首席大法官、中国共産党中央委員
- 沈徳永 - 常務副院長、審判委員会委員、中国共産党中央規律検査委員会委員
- 張軍 - 副院長、審判委員会委員、二級法官、中国共産党最高人民法院委員会(党支部)委員
- 江必新 - 副院長、審判委員会委員、二級法官、中国共産党支部委員
- 蘇沢林 - 副院長、審判委員会委員、二級法官、中国共産党支部委員
- 熊選国 - 副院長、審判委員会委員、二級法官、中国共産党支部委員
- 南英副 - 院長、審判委員会委員、二級法官、中国共産党支部委員
- 景漢朝 - 副院長、審判委員会委員、二級法官、中国共産党支部委員
- 張建南 - 紀検組長、審判委員会委員、二級法官、中国共産党員
- 周沢良 - 政治部主任、中国共産党員

## 歴代院長
| 代 | 院長名 | 任期            | 備考                                                 |
| -- | ------ | --------------- | ---------------------------------------------------- |
| 1  | 沈鈞儒 | 1949年 - 1954年 | 中国人民政治協商会議第1期全国委員会第1次会議にて任命 |
| 2  | 董必武 | 1954年 - 1959年 | 第1期全国人民代表大会第1次会議選挙にて選出           |
| 3  | 謝覚哉 | 1959年 - 1965年 | 第2期全国人民代表大会第1次会議選挙にて選出           |
| 4  | 楊秀峰 | 1965年 - 1975年 | 第3期全国人民代表大会第1次会議選挙にて選出           |
| 5  | 江華   | 1975年 - 1978年 | 第4期全国人民代表大会常務委員会にて任命              |
| 6  | 江華   | 1978年 - 1983年 | 第5期全国人民代表大会第1次会議選挙にて選出           |
| 7  | 鄭天翔 | 1983年 - 1988年 | 第6期全国人民代表大会第1次会議選挙にて選出           |
| 8  | 任建新 | 1988年 - 1993年 | 第7期全国人民代表大会第1次会議選挙にて選出           |
| 9  | 任建新 | 1993年 - 1998年 | 第8期全国人民代表大会第1次会議選挙にて再選           |
| 10 | 肖陽   | 1998年 - 2003年 | 第9期全国人民代表大会第1次会議選挙にて選出           |
| 11 | 肖陽   | 2003年 - 2008年 | 第10期全国人民代表大会第1次会議選挙にて再選          |
| 12 | 王勝俊 | 2008年 - 2013年 | 第11期全国人民代表大会第1次会議選挙にて選出          |
| 13 | 周強   | 2013年 - 2018年 | 第12期全国人民代表大会第1次会議選挙にて選出          |
| 14 | 周強   | 2018年 - 2023年 | 第13期全国人民代表大会第1次会議選挙にて再選          |
| 15 | 張軍   | 2023年 -        | 第14期全国人民代表大会第1次会議選挙にて選出          |

## 所在地
- 北京市東城区東交民巷27